# Kung Fu Wa
Kung Fu Wa! (conosciuta come Kung Fu Sock nel Regno Unito e in Irlanda; cinese: 天真与功夫袜; pinyin: Tiān Zhēn Yǔ Gōng Fū Wà) è una serie televisiva animata cinese per bambini prodotta da UYoung Media e Tencent Penguin Pictures. La serie segue una ragazzina a cui vengono conferiti dei superpoteri grazie all'aiuto di un maestro di arti marziali trasformato in un calzino antropomorfo.
La prima stagione è stata presentata in anteprima il 3 agosto 2021 su Tencent Video in Cina e il 25 luglio 2022 su Pop nel Regno Unito.
La seconda e ultima stagione debutterà nel 6 gennaio 2026 su Tencent Video in Cina e nel Regno Unito nel 23 febbraio 2026 su Pop.

## Trama
Tee Zeng, di otto anni, trova un insolito calzino che in realtà è un maestro di Kung Fu di nome Maestro Calcio proveniente da un altro mondo. Indossando il calzino, Tee Zeng si trasforma nella supereroina Ragazza Kung Fu. Lei e Kung Fu Wa devono completare delle missioni e proteggere la loro casa, Isola Stellata.

## Personaggi

### Personaggi principali
- Tee Zeng

Doppiata da: Zhou Zhou (cinese): Agnese Marteddu (italiano)
Una bambina di otto anni che vive sopra la lavanderia della sua famiglia, che si trasforma in Kung Fu Wa.
- Master Calcio (denominato in alternativa Kung Fu Wa)

Doppiato da: Fu Bowen (cinese): Ruggero Andreozzi (italiano)
Un maestro di Kung Fu che è stato trasformato in un calzino dopo essere stato trasportato nella casa di Tee Zeng.
- Hiro Hao/Eroe della Spada

Doppiato da: Jiasi Li (cinese): Alex Machado (inglese)
Amico di Tee Zeng.
- Min

Doppiato da: Mu Qiu (cinese): Dariana Fustes (inglese)
La migliore amica introversa ma avventurosa di Tee Zeng. È gentile e amorevole.

### Antagonista
- Manipulance

Doppiato da: Zhankun Zhang (cinese): Travis Roig (inglese)
Un nemico del maestro calzino che è stato trasformato in un paio di occhiali.

## Episodi
Gli episodi 52 stati trasmessi ad un orario diverso da quello pubblicizzato.